# لوئیس پرز-سالا
 لوئیس پرز-سالا  (انگلیسی: Luis Pérez-Sala؛ زادهٔ ۱۵ مهٔ ۱۹۵۹) یک اتوموبیل‌ران فرمول ۱ اهل اسپانیا است.